# Jeff Daniel Phillips
Jeff Daniel Phillips (Chicago, 20 februari 1968) is een Amerikaans acteur.

## Carrière
Phillips maakte in 1991 zijn filmdebuut als een niet bij naam genoemde politieagent in de horrorfilm Son of Darkness: To Die for II. Hij speelde acht jaar lang een holbewoner in televisiecommercials voor GEICO autoverzekeringen. De insteek hiervan was dat de website van het bedrijf zo gebruikersvriendelijk zou zijn, dat zelfs een holbewoner er mee uit de voeten kan. Daarnaast verscheen hij regelmatig als (vaak naamloze) personages in films en had hij eenmalige gastrolletjes in televisieseries als Profiler en Standoff.
Phillips hervatte zijn rol als holbewoner toen ABC de commercials in 2007 gebruikte als inspiratie voor de sitcom Cavemen. Regisseur Rob Zombie gaf hem daarna twee rollen in zijn film Halloween II (2009). Hij is hierin te zien als uitsmijter Howard Boggs en ook als komiek Seymour Coffins. De samenwerking beviel dusdanig goed dat Phillips later grotere rollen had in Zombies The Lords of Salem (2012), 31 (2016) en 3 from Hell (2019).
Phillips debuteerde in 2009 als regisseur en schrijver van zijn eerste eigen film, thriller Otis E..

## Filmografie
*Exclusief 40+ televisiefilms, tenzij aangegeven
| - The Munsters (2022) - Becoming (2020) - Undercover Brother 2 (2019) - 3 from Hell (2019) - Satanic Panic (2019) - Burning Dog (2019) - The Ice Cream Truck (2017) - Psychopaths (2017) - Happy Birthday (2016) - 31 (2016) - Freaks of Nature (2015) | - Carlos Spills the Beans (2013) - The Lords of Salem (2012) - Faster (2010) - Otis E. (2009) - Halloween II (2009) - Elsewhere (2009) - Zodiac (2007) - Unknown (2006) - Peephole (1992) - Sneakers (1992) - Son of Darkness: To Die For II (1991) |

## Televisieseries
*Exclusief eenmalige gastrollen
- The Gifted - Fade (2017-2019, elf afleveringen)
- Claws - Circus (2017, drie afleveringen)
- Flaked - Uno (2016-2017, drie afleveringen)
- Westworld - Tenderloin (2016, vier afleveringen)
- Cavemen - Maurice (2007-2008, acht afleveringen)

- Biblioteca Nacional de España: XX5562740
- Bibliothèque nationale de France: cb16737222c (data)
- International Standard Name Identifier: 0000 0005 0084 4382
- Library of Congress Control Number: no2019155671
- Système universitaire de documentation: 242294162
- Virtual International Authority File: 18157222790484972024
- WorldCat: E39PCjxCrqwwg7wkrrBrmqqfFX